# Eroonsoma pominii
Eroonsoma pominii är en mångfotingart som beskrevs av Manfredi 1943. Eroonsoma pominii ingår i släktet Eroonsoma och familjen orangeridubbelfotingar. Inga underarter finns listade i Catalogue of Life.